# 由利本荘市立亀田小学校
由利本荘市立亀田小学校（ゆりほんじょうしりつかめだしょうがっこう）は、秋田県由利本荘市岩城町にあった公立小学校。

## 概要
1873年（明治6年）開校。2005年（平成17年）3月22日、由利本荘市誕生により、由利本荘市立亀田小学校と改称。2014年（平成26年）に本校と、由利本荘市立道川小学校、由利本荘市立松ヶ崎小学校を統合させ由利本荘市立岩城小学校が開校されたことに伴い、閉校となった。

## 沿革
公式ページより引用
- 1873年（明治6年）11月- 創立。
- 1882年（明治15年）
  - 5月 - 校舎全焼する。
  - 7月 - 松ヶ崎小を分校として併合する。
- 1892年（明治25年）4月 - 下黒川、泉田、上蛇田分校を廃止。
- 1923年（大正12年）6月 - 校舎を増設（本館、体育館）する。
- 1955年（昭和30年）2月 - 校歌制定。
- 1956年（昭和31年）8月 - 校舎を新築（音楽室、図書室）する。
- 1960年（昭和35年）3月 - 校舎を増設（給食室）し、給食開始。
- 1963年（昭和38年）11月 - 創立90周年記念式典を挙行。
- 1967年（昭和42年）9月- 新校舎竣工。
- 1969年（昭和44年）- 全郡市剣道大会優勝。
- 1976年（昭和46年）- 学校保健推進校（管理）に指定。
- 1978年（昭和48年）11月 - 創立100周年記念式典を挙行。
- 1984年（昭和59年）11月 - 子ども郵便局郵政大臣賞。
- 1988年（昭和63年）4月 - 創意工夫育成科学技術庁長官賞を受賞。
- 1994年（平成6年）3月 - 創立120周年記念式典挙行。
- 1996年（平成8年）9月 - コンピュータ22台新規設置。
- 1997年（平成9年）12月 - 体育館新設。

- 1998年（平成10年）- 游玄会書道展団体優秀賞。
- 1999年（平成11年）12月 - インターネット設置。
- 2000年（平成12年）4月 - 英語学習開始。
- 2005年（平成17年）3月22日 - 市町村合併より由利本荘市誕生。由利本荘市立亀田小学校と改称。
- 2007年（平成19年）～2009年（平成21年）- NIE（教育に新聞を）協力推進校。
- 2010年（平成22年）
  - 県小学校陸上競技大会男子100メートル 2年連続2位
  - 国立天文台教授の石黒正人氏を招いての天体学習の実施
- 2011年（平成23年）- 市授業実践研究会公開、 男子80メートルハードル 1位
- 2012年（平成24年）-  第15回秋田県スポーツ少年団種目別スキー交流会 4年男子大回転 優勝
- 2014年（平成26年）
  - 2月15日 - 閉校記念式典を挙行[2]。
  - 3月31日 - 閉校。

## 児童数・学級数
| 年度               | 男子 | 女子 | 計  | 増減 | 学級数 | 増減 | 備考           | 出典   |
| ------------------ | ---- | ---- | --- | ---- | ------ | ---- | -------------- | ------ |
| 2003（平成15）年度 | 46   | 59   | 105 |      | 7      |      |                | [ 4 ]  |
| 2004（平成16）年度 | 52   | 56   | 108 | +3   | 8      | +1   | 創立130周年    | [ 5 ]  |
| 2005（平成17）年度 | 49   | 47   | 96  | -12  | 8      | 0    | 由利本荘市誕生 | [ 6 ]  |
| 2006（平成18）年度 | 48   | 41   | 89  | -7   | 8      | 0    |                | [ 7 ]  |
| 2007（平成19）年度 | 44   | 33   | 77  | -12  | 7      | 0    |                | [ 8 ]  |
| 2008（平成20）年度 | 43   | 24   | 67  | -10  | 7      | 0    |                | [ 9 ]  |
| 2009（平成21）年度 | 44   | 23   | 67  | 0    | 7      | 0    |                | [ 10 ] |
| 2010（平成22）年度 | 40   | 24   | 64  | -3   | 7      | 0    |                | [ 11 ] |
| 2011（平成23）年度 | 39   | 30   | 69  | +5   | 7      | 0    |                | [ 12 ] |
| 2012（平成24）年度 | 33   | 27   | 60  | -9   | 6      | -1   |                | [ 13 ] |
| 2013（平成25）年度 | 39   | 32   | 71  | +11  | 7      | +1   | 閉校           | [ 14 ] |